# Ismael Soria
Ismael Soria Monteverde (Huaral, Lima, 17 de junio de 1926 - 9 de febrero de 1988) fue un futbolista peruano. Su primer equipo fue el Sporting Tabaco, es considerado uno de los primeros ídolos del Millonarios de Bogotá, equipo al que fue transferido en 1949 y donde obtuvo sus mayores logros, entre ellos varios títulos en Colombia, la Pequeña Copa del Mundo de Clubes de 1953 y exitosas giras por Europa y América.
Sus padres fueron Delfín Soria y Enriqueta Monteverde

## Trayectoria
Ismael hizo inferiores en el Club Alianza Lima pero debutaría como profesional en Sporting Tabaco en 1947, cuyo rendimiento le daría para que el técnico uruguayo Manuel Oliveira, le solicitara a los directivos de Millonarios su inmediata contratación y así, arribaría al aeropuerto de Techo en agosto del 1949 y debutaría el 31 de octubre. Donde finalmente fue una apuesta acertada, llegando a ser el integrante titular del mítico Ballet Azul en todo su esplendor. Generalmente ocupaba un lugar en el mediocampo, al costado izquierdo de Néstor Raúl Rossi, con funciones de marca y también enlace a la zona ofensiva. 
El peruano sería uno de los futbolistas de mayor regularidad durante el primer torneo profesional y lograba mantener su puesto para la siguiente temporada. Su posición en el campo al ser ambidiestro, le permitió tener cabida en el equipo que ya gestaba Mauro Mórtola en su cabeza. En palabras del jugador argentino Tomás Aves: “Un día después de un entrenamiento, yo estaba en el club y don Mauro llamó al Cacho Aldabe y le dijo: «Cacho, ¿Usted se anima a traerme a Pedernera?» y entonces él, sorprendido le respondió: «Sí don Mauro, con mucho gusto yo se lo traigo»” así, Mórtola visionó a Adolfo Pedernera desplegando su fútbol en el césped del estadio El Campín y lograr ese anhelado primer título profesional para Millonarios. Después del fin de la época de El Dorado, Ismael decide regresar al Perú, precisamente al Universitario, club donde fue bicampeón en 1959 y 1960, años en los que conformó un gran equipo con figuras de la talla de Dimas Zegarra, Ángel Uribe, José Fernández Santini, Luis Cruzado, Daniel Ruiz, Humberto Arguedas, Víctor Salas, Jacinto Villalba, entre otros. El lateral derecho fue, según los delanteros de su época, «el lateral más difícil de pasar». 
Tras su retiro como futbolista, se dedicó a entrenar equipos de futbol semi y profesional, llegó a dirigir al equipo principal de Universitario en un par de cotejos, tuvo un paso breve por el futbol venezolano. 

### Cinco y Soria
Millonarios era habitual líder en el torneo nacional por lo cual había una especie de pacto entre los jugadores, de sólo marcar 5 goles y en adelante sólo 'bailar' con el balón. Y la historia dice que tras una racha de 10 partidos consecutivos marcando de a 5 goles, llegó el día del clásico ante Independiente Santa Fe y en el entretiempo del mismo Soria se entera de que el anotador del último gol de ese juego se llevaría de regalo un sombrero <muy codiciado en aquella época>. Pues bien que cuando el partido iba 5-3 y ya se veía el característico ballet azul en cancha, Soria vio la oportunidad y no dudo en marcar el sexto. Marcador final de 6-3 que prensa e hinchas se negaban a expresar y así el diario al día siguiente titulaba el marcador del clásico como 'Cinco y Soria'. Anécdota con la que se le recuerda. 

## Clubes

### Como jugador[6]
| Club              | País              | Año               | Partidos | Goles |
| ----------------- | ----------------- | ----------------- | -------- | ----- |
| Sporting Tabaco   | Perú              | 1947-1948         | 25       | 0     |
| Millonarios       | Colombia          | 1949-1953         | 148      | 3     |
| Universitario     | Perú              | 1954-1961         | 123      | 0     |
| Consolidado Total | Consolidado Total | Consolidado Total | 296      | 3     |

### Como entrenador
| Club              | País      | Año  |
| ----------------- | --------- | ---- |
| Universitario     | Perú      | 1962 |
| CD Kadima         | Venezuela | 1963 |
| La Salle F.C.     | Venezuela | 1965 |
| Deportivo Español | Venezuela | 1966 |

## Palmarés

### Campeonatos nacionales
| Título                           | Club          | País      | Año  |
| -------------------------------- | ------------- | --------- | ---- |
| Primera División                 | Millonarios   | Colombia  | 1951 |
| Primera División                 | Millonarios   | Colombia  | 1952 |
| Copa Colombia                    | Millonarios   | Colombia  | 1953 |
| Pequeña Copa del Mundo de Clubes | Millonarios   | Venezuela | 1953 |
| Primera División                 | Millonarios   | Colombia  | 1953 |
| Primera División                 | Millonarios   | Colombia  | 1961 |
| Primera División                 | Universitario | Perú      | 1959 |
| Primera División                 | Universitario | Perú      | 1960 |